# Distrito de Carhuamayo

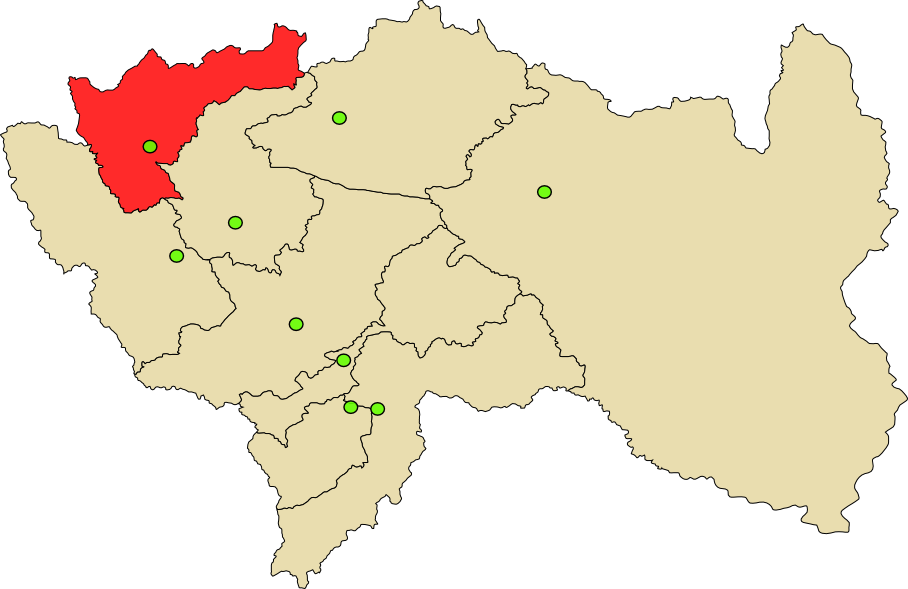
Provincia de Junín en el Departamento de Junín

El Distrito de Carhuamayo es uno de los cuatro que conforman la Provincia de Junín, en el Departamento de Junín,  bajo la administración del Gobierno regional de Junín, en la sierra central del Perú. 
Dentro de la división eclesiástica de la Iglesia Católica del Perú, pertenece a la Diócesis de Tarma

## Historia
Época virreinal
Se fundó con el sistema de reducciones por órdenes del virrey Francisco de Borja y Aragón, Príncipe de Esquilache, bajo el permiso y protección de Santiago Apóstol, el 25 de julio de 1615.
El título de posesión fue otorgado por el Rey de España Carlos V el 30 de junio de 1626 por el español Juan De Dios de Cardocio, en representación de su majestad Carlos V, con categoría de pueblo perteneciente a la provincia de Tarma del virreinato. Para la reunión de los indios se declara este día sin valor los predios privados y todos los conflictos de las tierras.
Fue ascendido a Distrito en época de la Independencia, Capital Política Y Eclesiástica de los pueblos de Ninacaca, Paucartambo, Ulcumayo hasta 1918. Por el Congreso del 2 de enero de 1857 pertenece a la Provincia de Pasco, hasta el 27 de noviembre de 1944, fecha en que se crea los Departamentos de Junín y Pasco, por ley N° 10031. En los tiempos remotos fue poblado por los hombres primitivos que se dedicaban a la caza y pesca, con correr de los tiempos dio origen a la Cultura Pumpush que pobló en toda la ribera del Lago Chichaycocha con su capital ubicada en el Upamayo, que más tarde fue conquistada por el gran Ejército Imperial durante el reinado del Inca Pachacútec, fue conquistado por su hermano Cápac Yupanqui y por último fue conquistado por los españoles.
Carhuamayo pasa a la vida independiente tomando parte de la intendencia de Tarma. Se trata de una típica localidad altoandina dedicada históricamente al cultivo de la maca y a la ganadería de ovinos y camélidos. Precisamente es la maca (Lepidium peruvianum chacon), cultivada por los belicosos pumpush desde tiempos inmemoriales, lo que le ha ganado el ostentoso título de capital genética de este producto en el mundo. Pero no sólo es este tubérculo maravilloso lo que llena de orgullo a los carhuamaínos, los radicales contrastes de su geografía y la insólita belleza de sus atardeceres, han hecho que los hombres y mujeres de este pueblo no duden en afirmar que su Carhuamayo querido “es la perla de la meseta de Bombón”. El distrito de Carhuamayo está en la zona ecológica de punta alta con territorios por encima de los 4 100 m.s.n.m., debiéndose distinguir nítidamente dos zonas de ocupación alternativa: la zona inmediata a la ribera del lago u “oconal”, zona inundable o dentro del entorno del lago Chinchaycocha, que corresponde propiamente a la meseta de Bombón, y la parte de laderas pertenecen a la cadena oriental de los Andes centrales. A diferencia de otras, Carhuamayo de halla situada en un punto singular de ubicación que le permite además de ser paso obligatorio de transporte vial carretero y ferrocarrilero, de la Oroya a Cerro de Pasco, ser punto de inicio de la penetración hacia las quebradas de la vertiente oriental de los Andes además de entrada a la ceja de selva y selva por Paucartambo.
La comunidad de Carhuamayo manifiesta características específicas que la hacen relevante. Estas son:
•	La comunidad es resaltaste por el desarrollo característico y abultado de transporte y el comercio, pero a su vez por el mantenimiento del control y la explotación de pastos.
•	La acumulación monetaria comercial es abundante frente a otros contextos de pobreza. Existen en Carhuamayo un total de 516 establecimientos comerciales y las informaciones arrojan que debe haber en propiedad de carhuamainos, de 400 a 500 camiones.
•	La vigencia de un sistema particular de mantención de la familia extensa, las sucesiones o testamentarías, funcionando localizada o no localizadamente y no sólo para la administración de pastos y ganado.
•	La combinación del pastoreo con la agricultura de puna (intracomunal) y de quebrada (extracomunal) en vías de asegurar, a pesar de las condiciones ecológicas, la reproducción biológica del grupo familiar.
•	La posible presencia de mecanismos demográficos (administración de la población infantil, migración, etc.), culturales (esfuerzos de desarrollo de la educación en la comunidad) y matrimoniales que aseguran la permanencia de mano de obra funcional a la explotación de la puna, combinada con la migración temporal vinculada al transporte.
•	La situación de ser una comunidad que se ha desarrollado en un contexto particularmente limitado como es el ecotipo puna planteando el problema de considerar las formas comunales y familiares de organización y la dedicación al transporte como mecanismo tecnológicos y sociales de adaptación a dicho ambiente.
•	El hecho de haberse constituido, teniendo como poblado- eje- a Carhuamayo, una microrregión que articula comercial y productivamente a la zona de puna y de quebrada oriental (Paucartambo y Ulcumayo) y que, en términos de su dinamismo económico, constituye una zona alternativa más importante que la existente al pueblo de Junín (capital provincial).
•	El hecho de existir combinados distintos contextos en Carhuamayo de vigencia o también de Desintegración de la organización comunal: la pérdida de importancia y dinamismo de la comunidad a nivel de pueblo que existe formalmente, la vigencia de la vida comunal a nivel de anexos, la existencia de las sucesiones testamentarias. Todo ello agregado al hecho de aparecer la dinámica municipal como eje alternativo de vida comunal a nivel de pueblo.

## Geografía
El distrito abarca una superficie de 219.88 km² y se alza a una altitud media de 4 126 m s. n. m.

## División administrativa

### Centros poblados
- Urbanos 
  - Carhuamayo, con 7 000 hab.
- Rurales
  - Quilcacancha (Jorge Chávez), con 259 hab.

## Autoridades

### Municipales
- 2023 - 2027
  - Alcalde: Abdel Edgardo Vega Huaranga, partido Caminemos Juntos Por Junín
- 2019 - 2022
  - Alcalde: Sonia Elva Inche Llana, partido Sierra y Selva Contigo Junín
- 2015 - 2018[2]
  - Alcalde: Rafael Anderson Gonzales Ureta,  partido Movimiento Junín Sostenible con su Gente (JSG).
  - Regidores: Moisés Daniel Arzapalo Alderete (JSG), Esaú Elías Callupe Valerio (JSG), Jheny Mariluz Panduro Chávez (JSG), David Enrique Camavilca García (JSG), Julián Israel Inche Alania (Juntos por Junín).
- 2011 - 2014[3]
  - Alcalde: Carle Juan Callupe Córdova, Partido Aprista Peruano (PAP).
  - Regidores: Rolando Simeón Zúñiga Poma (PAP), Víctor Máximo Illo Ticlavilca (PAP), Paul William Huamalí Inche (PAP), Gloria Mary Córdova Martínez (PAP), Rafael Anderson Gonzales Ureta (Nueva Izquierda).
- 2007 - 2010
  - Alcalde: Raúl Pelayo Arias Arias.

### Policiales
- Comisaría
  - Comisario: Sgto. PNP.

### Religiosas
- Diócesis de Tarma[4]
  - Obispo: Mons. Richard Daniel Alarcón Urrutia (2001-2014).
  - Administrador Diocesano  de Tarma: Pbro. Felipe Ochante Lozano, OFM